# Boulevard Beaumarchais
Koordinaten: 48° 51′ 26″ N, 2° 22′ 5″ O

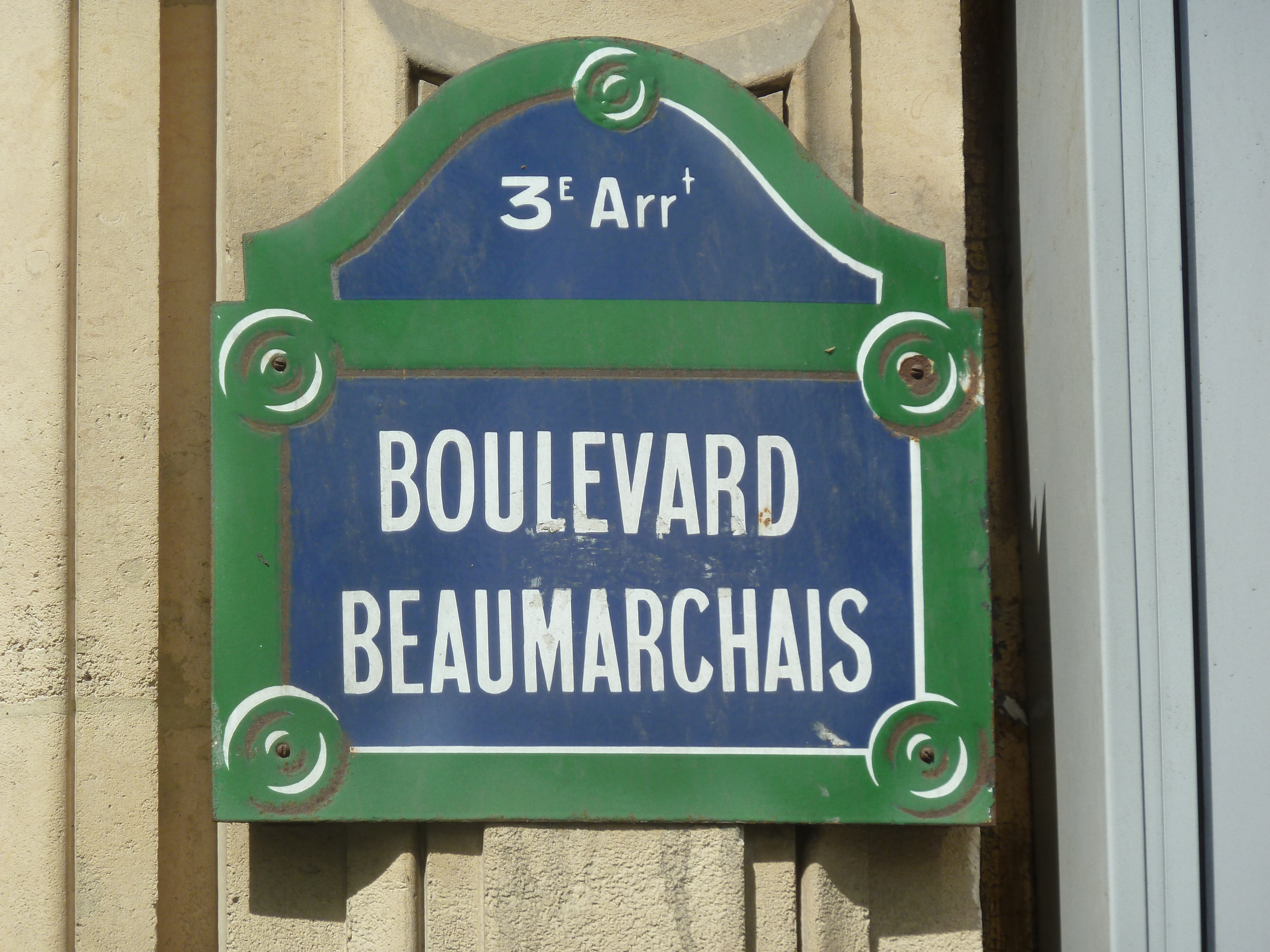
Paris – Boulevard Beaumarchais – Straßenschild (Juni 2015)

Der Boulevard Beaumarchais [bulvaʁ bomaʀˈʃɛ] ist mit einer Länge von 750 Metern der längste der Grands Boulevards in Paris und verläuft im 3., 4. und 11. Arrondissement zwischen der Place de la Bastille und dem Boulevard des Filles-du-Calvaire.

## Namensursprung
Der Verkehrsweg wurde nach Pierre Augustin Caron de Beaumarchais (1732–1799; französischer Geschäftsmann, Musiker, Poet und Dramaturg) benannt. Beaumarchais ist vor allem als Schriftsteller berühmt.

## Entstehungsgeschichte

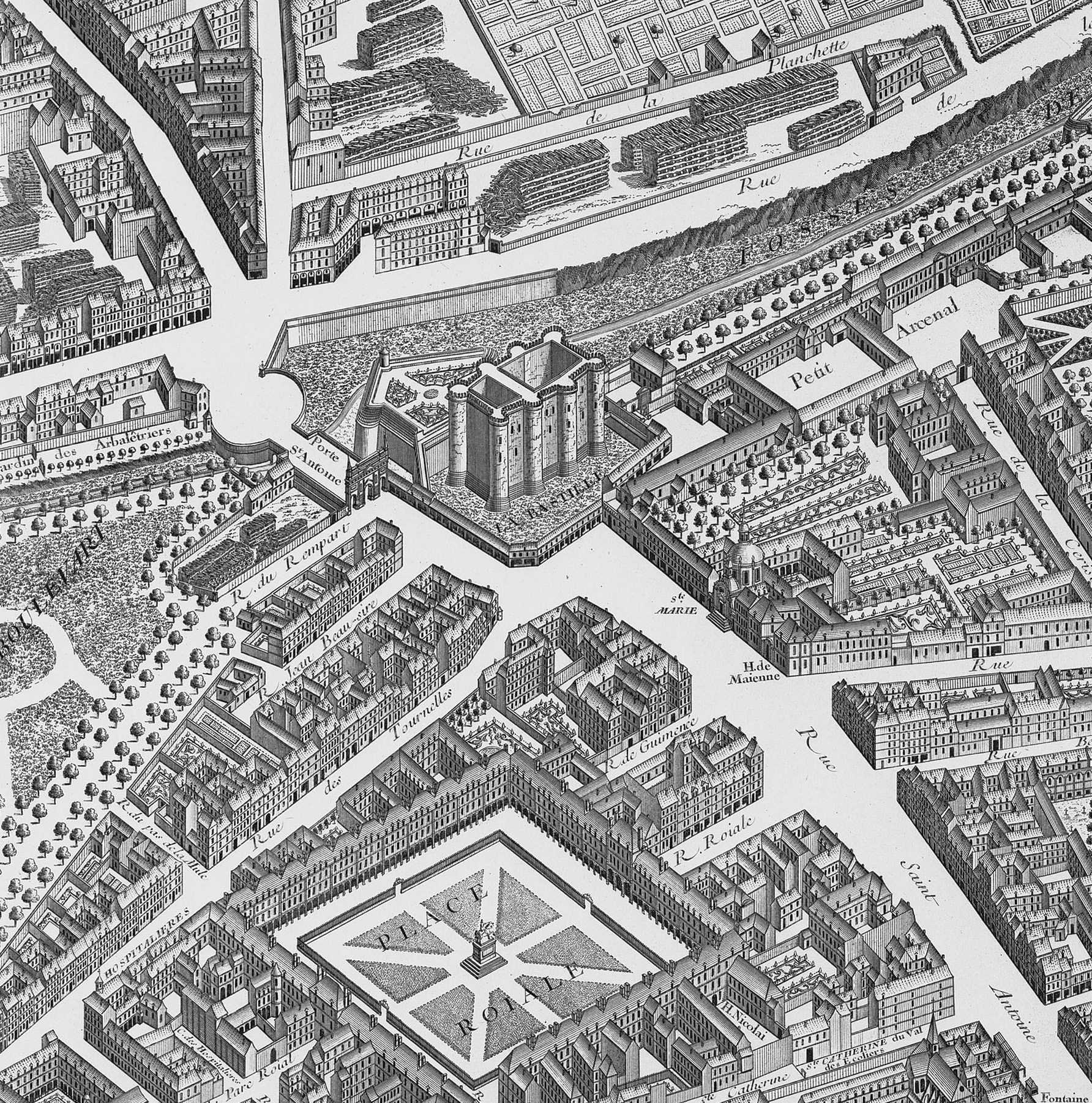
Plan de Turgot – Porte Saint-Antoine (1739)
Der spätere Boulevard Beaumarchais verläuft ausgehend von der Porte Saint-Antoine in Höhe der rue du Rempart

Boulevard Beaumarchais – Blick von der Julisäule in Richtung Norden (1907)

Ludwig XIV. ließ ab 1668 die nördlichen Pariser Stadtmauern abtragen, die unter Karl V. angelegt und unter Ludwig XIII. nach Westen erweitert worden waren. Der Boulevard Beaumarchais wurde am 7. Juni 1670 als einer der ersten in Auftrag gegeben und hatte einen 18 Meter breiten Mittelstreifen. Unter der Leitung des Architekten Pierre Bullet wurde bis 1705 auf der entstandenen Freifläche der so genannte Nouveau Cours angelegt, eine Baumallee zwischen den alten Stadttoren Porte Saint-Honoré (heute Place de la Madeleine) und der Porte Saint-Antoine an der Bastille. Aufgrund des Dekrets des königlichen Rats von „Sonnenkönig“ Ludwig XIV. vom 7. Juni 1670 sollten auf der freiwerdenden Wallfläche zunächst der „Boulevard de la Porte Saint-Antoine“ und „Boulevard Bourdon“ entstehen. Im Plan de Turgot aus dem Jahre 1739 ist noch neben der rue des Tournelles eine von der Bastille führende baumbestandene Fläche zu erkennen, an deren Stelle der Boulevard errichtet werden sollte. Die Bauarbeiten begannen am 1778 abgerissenen Porte Saint-Antoine. Die Wallfläche wurde arrondiert und schuf Raum für den 35 Meter breiten Boulevard Saint-Antoine.
Hier – an der Stelle der in einer Stadtansicht aus 1676 als „rue Jean Beau Sire“ genannten Straße – erwarb der Schriftsteller Pierre Augustin Caron de Beaumarchais am 26. Juni 1787 ein 1 Hektar großes Grundstück, auf dem er 1788 ein prächtiges dreistöckiges Haus mit einem ummauerten, von François-Joseph Bélanger gestalteten Park baute. Das Anwesen erstreckte sich vom Boulevard Saint-Antoine bis zur parallel verlaufenden rue Amelot. Von hier aus konnte Beaumarchais den Sturm auf die Bastille am 14. Juli 1789 beobachten. Auf seinen Wunsch hin wurde er im Garten seines Hauses im Mai 1799 begraben. Das Anwesen wurde im Jahre 1818 für den Bau des Canal Saint-Martin abgerissen, Beaumarchais Überreste überführte man zum Friedhof Père-Lachaise. An der Stelle des feudalen Stadtpalais errichtete die Stadt einen Salzspeicher für das auf dem nahegelegenen Canal Saint-Martin transportierte Salz.

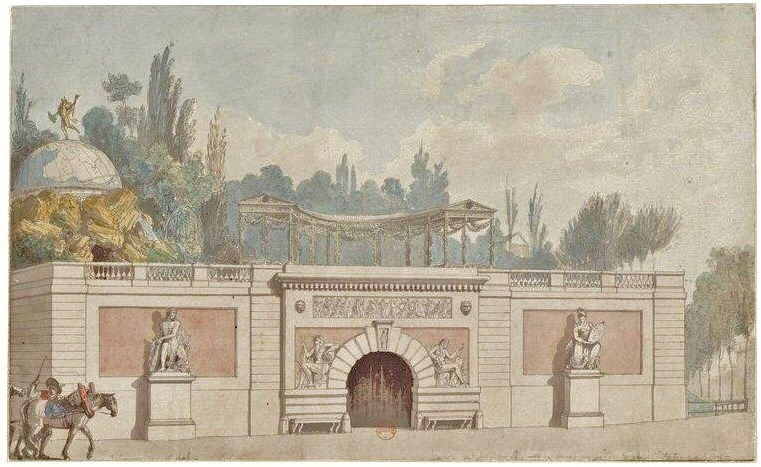
Eingang zum Jardin Beaumarchais am Blvd. Saint-Antoine, Gemälde von Francois-Josef Bélanger, 1790
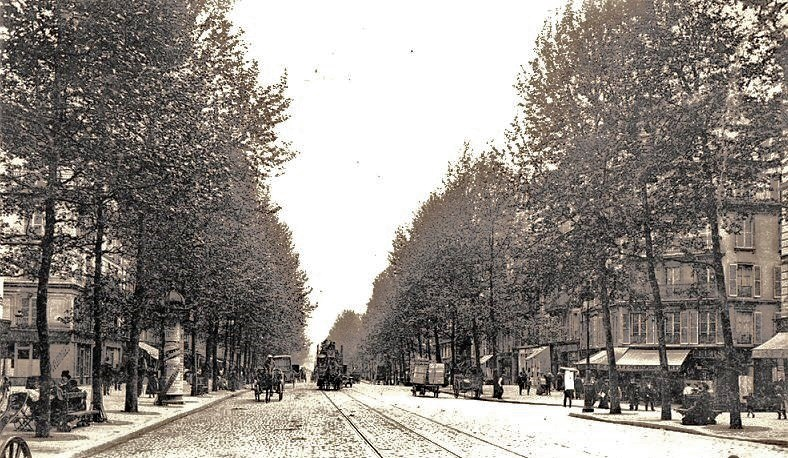
Paris – Boulevard Beaumarchais (um 1900)
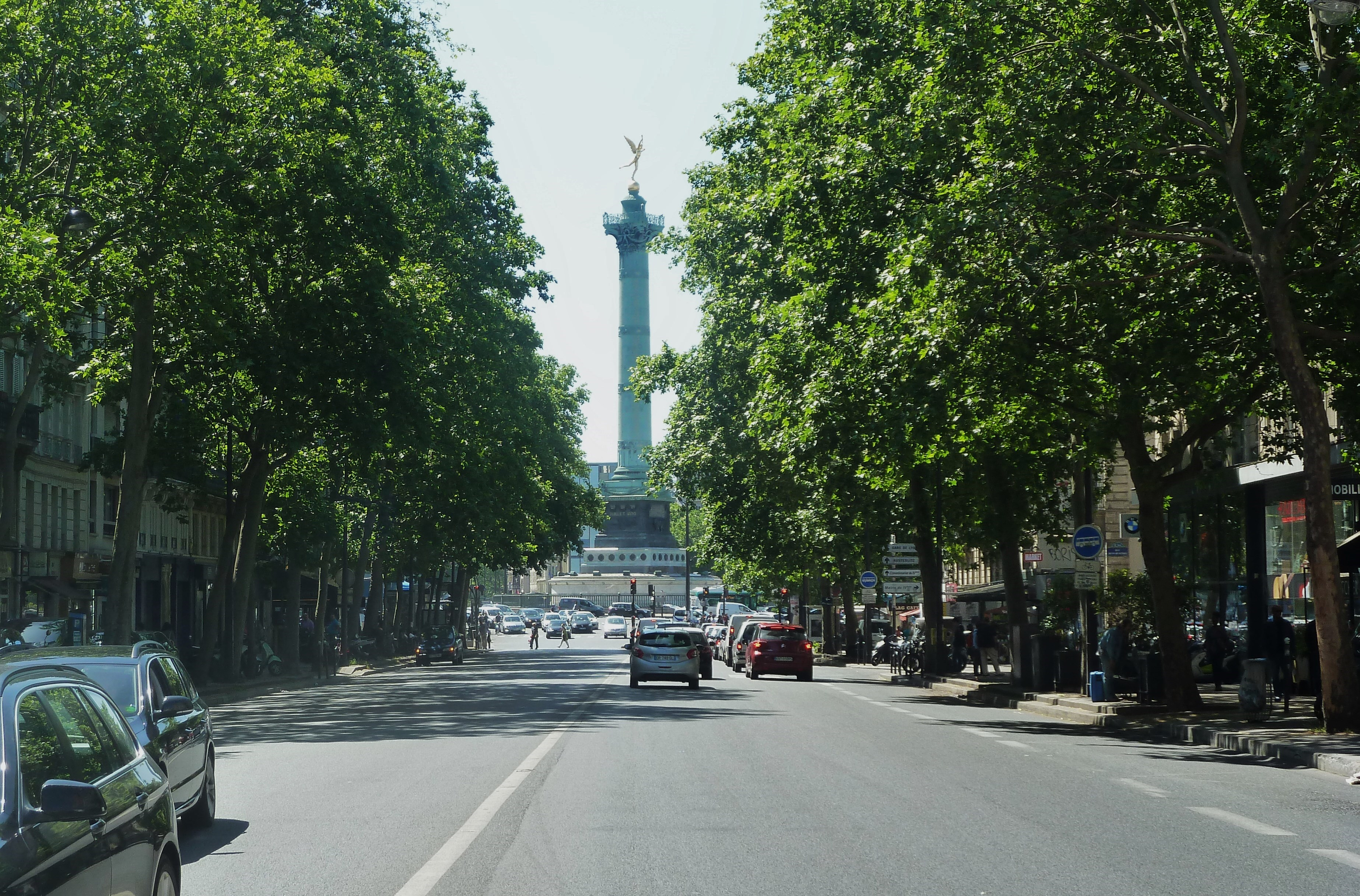
Boulevard Beaumarchais Anfang mit Blick zur Julisäule (Juni 2015)
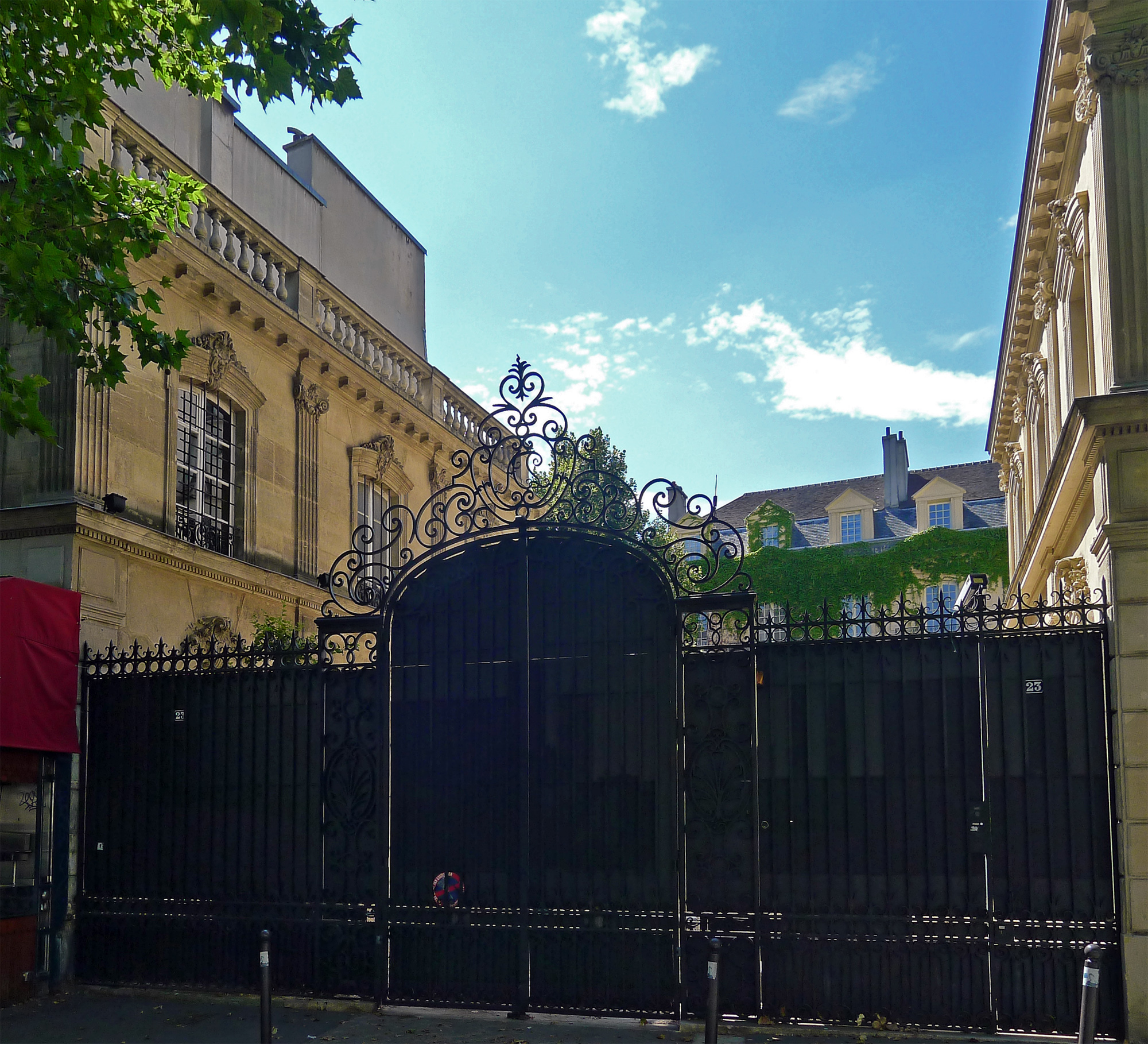
Boulevard Beaumarchais 23 Hôtel de Sagonne (August 2013)
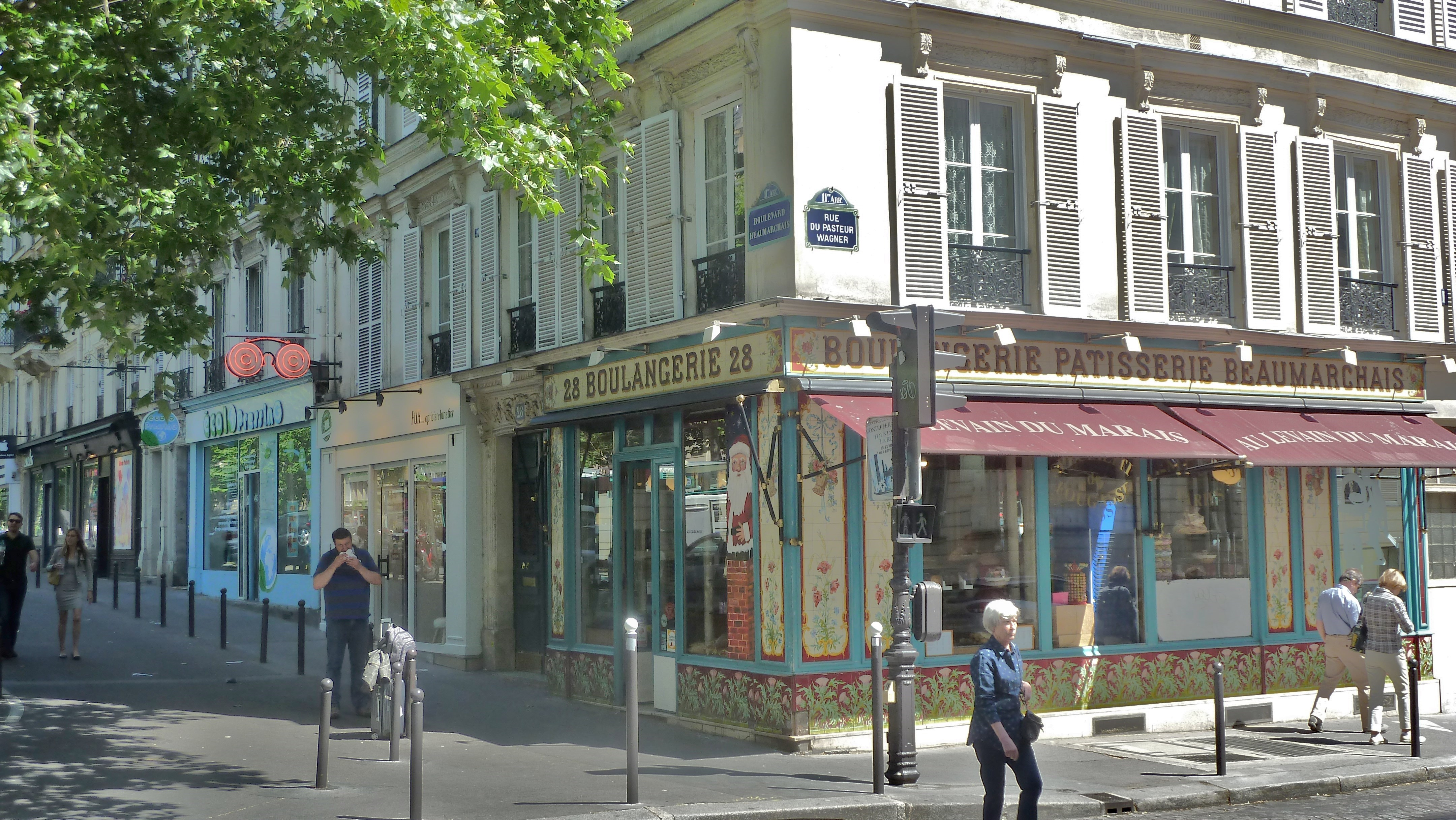
Paris – Boulevard Beaumarchais 28 Boulangerie-Pâtisserie Beaumarchais (Juni 2015)
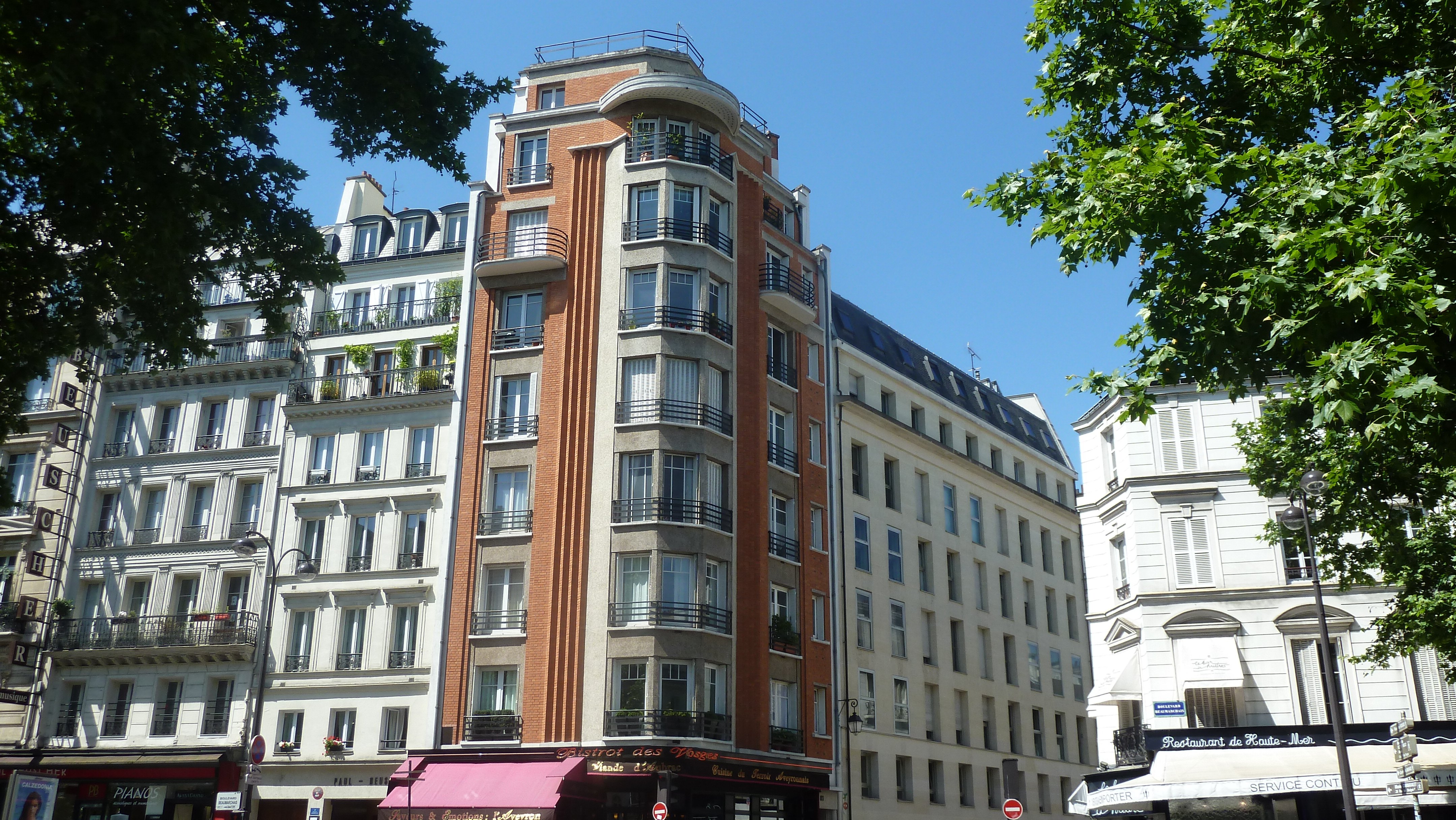
Paris – Boulevard Beaumarchais 31 (Juni 2015)
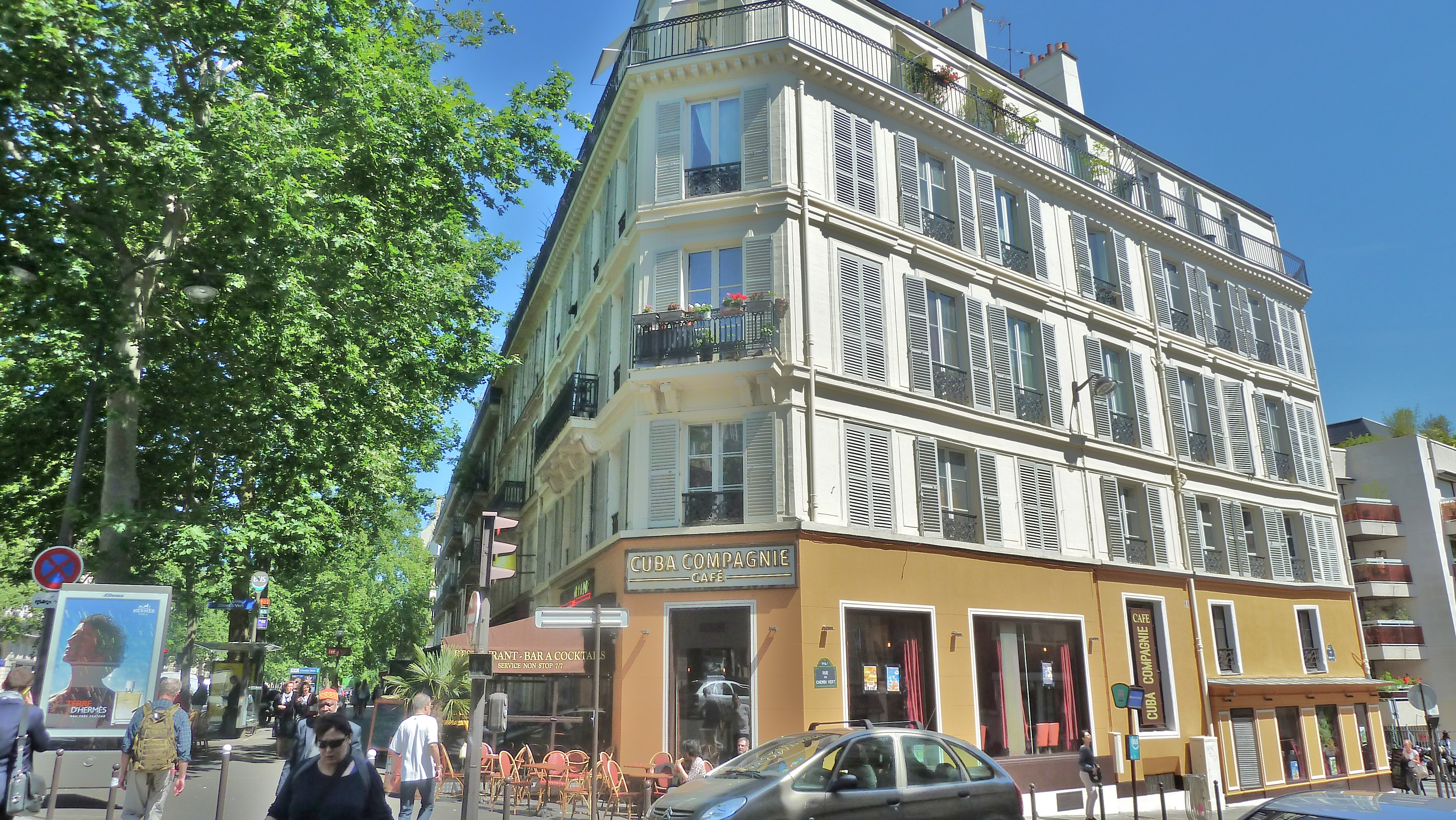
Paris – Boulevard Beaumarchais 48 (Juni 2015)
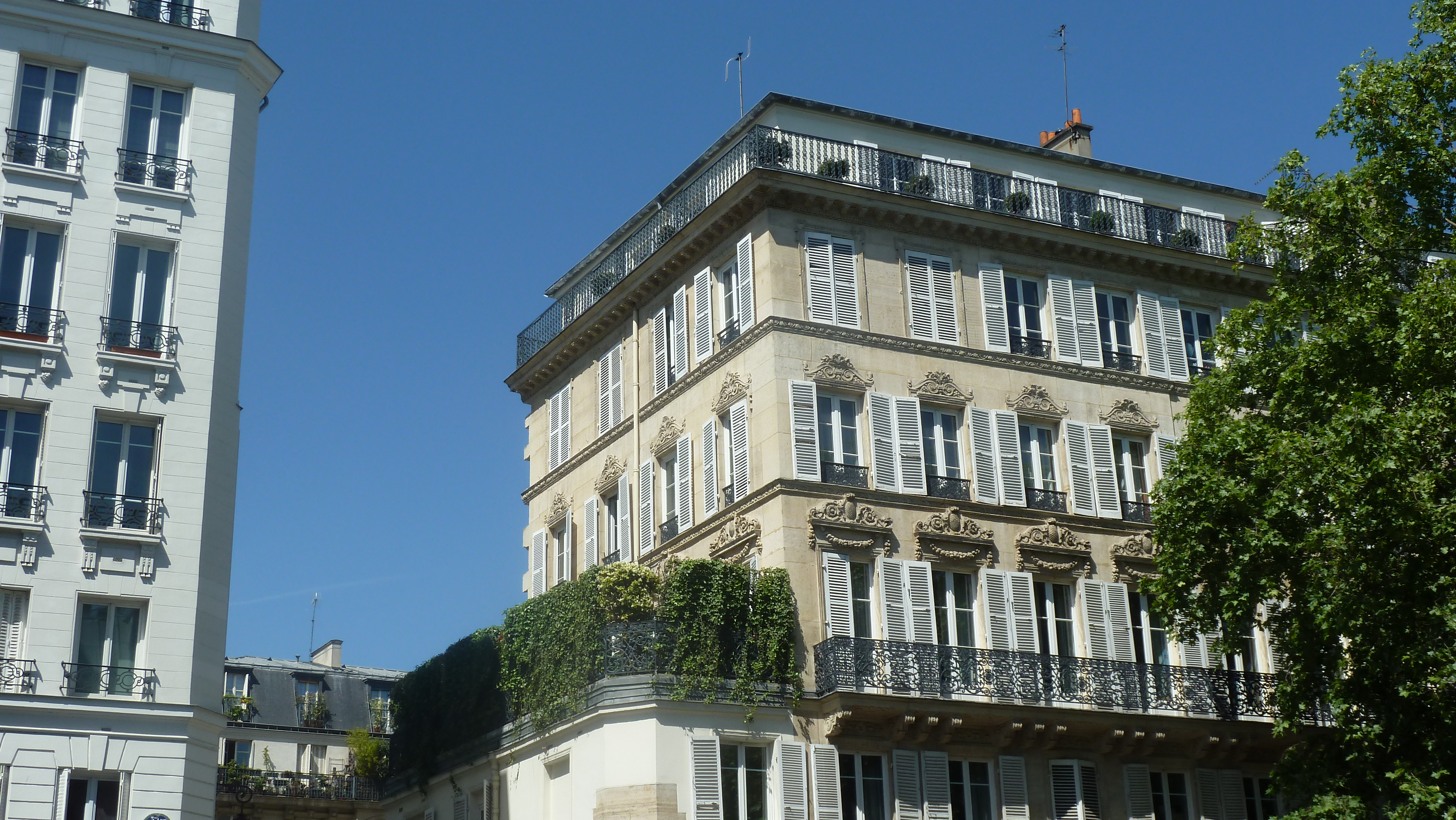
Paris – Boulevard Beaumarchais 91 (Juni 2015)
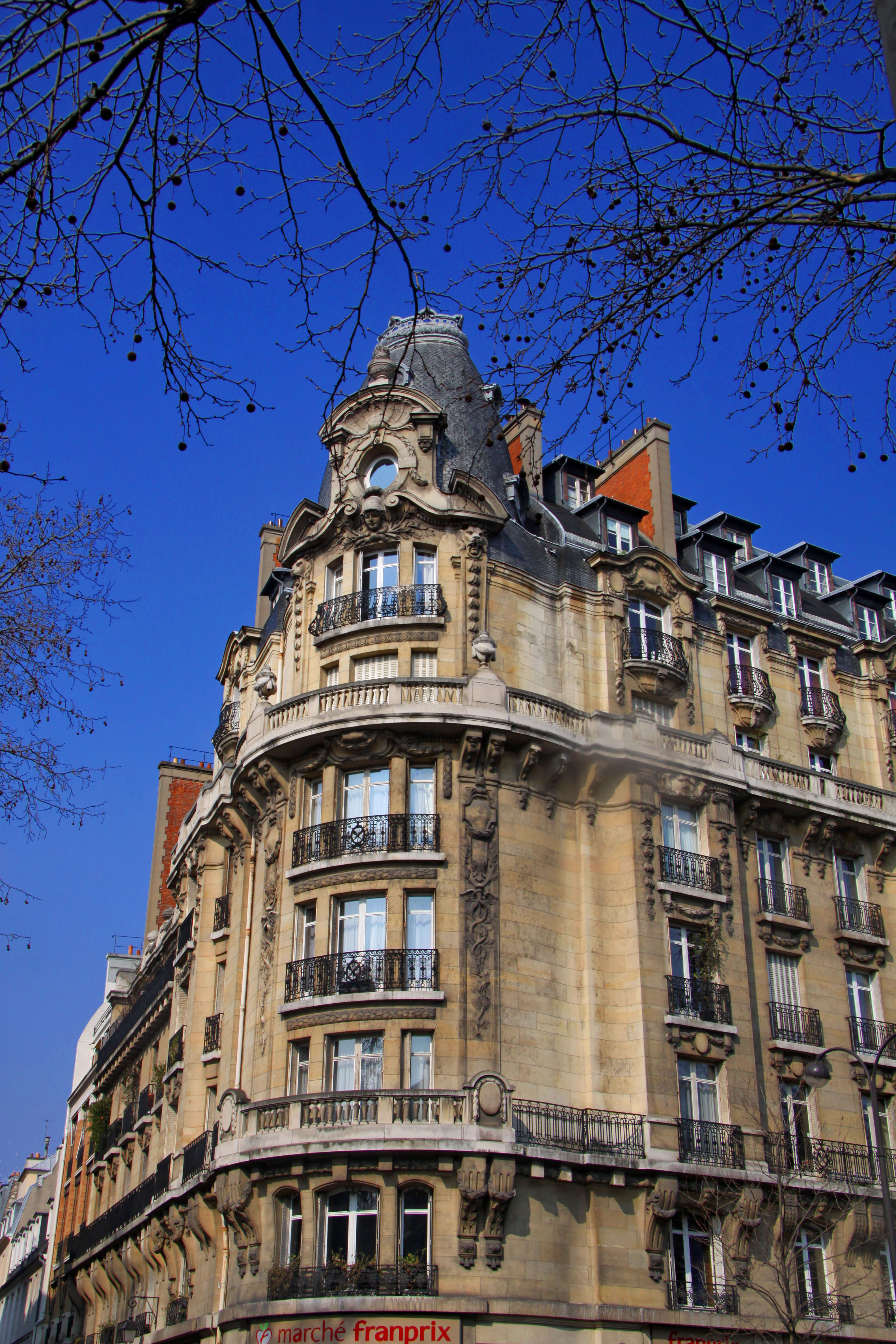
Boulevard Beaumarchais 103 (März 2013)

Die Straßen „Boulevard de la Porte Saint-Antoine“ und „Boulevard Bourdon“ wurden 1831 zusammengeführt und erhielten zu Ehren des Schriftstellers am 22. Januar 1831 die einheitliche Benennung Boulevard Beaumarchais. Ab 8. Juni 1834 begannen die Ausbaumaßnahmen, die endgültige Fertigstellung erfolgte bis Dezember 1835. Erst nach 1848 wurden hier die meisten Wohnhäuser fertiggestellt. 1867 wird darüber berichtet, dass Wohnhäuser bestehen, die auf den ausgedehnten, zum Anwesen von Beaumarchais gehörenden Grundstücken, liegen.

## Bauwerke
- Bei Nr. 1 befindet sich heute ein Gebäude im Stil von 1880, das auf den Ruinen eines Gebäudes errichtet wurde, das im Mai 1871 während der Pariser Kommune vollständig niedergebrannt wurde.
- Das Herrenhaus von Pierre-Augustin Caron de Beaumarchais, dem der Boulevard gewidmet ist, befand sich an der Nr. 2 an der Ecke des Boulevard Richard-Lenoir und am Eingang zur Place de la Bastille am Beginn des unterirdischen Canal Saint-Martin. Das Haus wurde 1829 bei der Eröffnung des Kanals abgerissen. Um 1850 wurden an der Stelle des Gartens Gebäude errichtet, die sich zwischen dem Boulevard Beaumarchais  und der Rue Amelot von der Ecke Boulevard Richard-Lenoir  bis zur Nr. 22 erstreckten.[5]
- Beim Haus Nr. 2 gibt es den Metrozugang Guimard zur Haltestelle Bastille, der ursprünglich in der Rue de Lyon lag und wegen des Baus der Opéra Bastille verlegt wurde. 1978 wurde er zum Monument historique erklärt.
- Beim Haus Nr. 4 befindet sich das Kino MK2 Bastille. Das Gebäude spielt 1960 eine Rolle in dem Film Die Unbefriedigten von Claude Chabrol. Zur damaligen Zeit befand sich hier ein Restaurant, das als eines der ersten in Paris Hamburger servierte.
- Im Haus Nr. 23 befindet sich das Herrenhaus Hôtel de Sagonne (auch «Hôtel Mansart» genannt) mit Garten.
- Haus Nr. 25 ist das Théâtre Beaumarchais.
- Im Haus Nr. 28 befindet sich die Boulangerie-pâtisserie Beaumarchais, die zu den Monument historique gehört.
- Das Haus Nr. 72 spielt eine Rolle in dem Film Die Unbefriedigten (französisch Les Bonnes Femmes) von Claude Chabrol: Die Heldinnen arbeiten in einem Geschäft für Elektrogeräte, «maison Belin anciennement Vainqueur»[6] Sie frühstücken im nahe gelegenen Restaurant (Haus Nr. 4)in dem heutigen MK2 Bastille.[6]
- Haus Nr. 91 hat einen Balkon mit Hängegewächsen.
- Im Haus Nr. 96 wohnte Jean-François Heidenreich.
- Das «Hôtel de Cagliostro» befindet sich in Nr. 99 (und 1, Rue Saint-Claude).
- Der Durchgang bei Nr. 109 führt zu einer “T”-Straße.
- Das Haus Nr. 113 (und 1, Rue du Pont-aux-Choux) steht seit 1925 in die Liste der Monument historique.[7]
- Im Haus 176 betrieb Antoine Joseph Santerre zu Beginn der Französischen Revolution einen Bierausschank.[8]

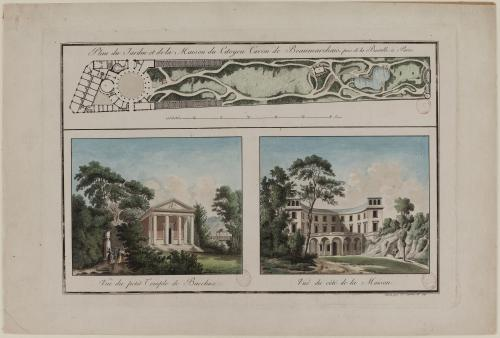
Ehemaliges Hôtel Caron de Beaumarchais: Ansicht und Plan des Gartens
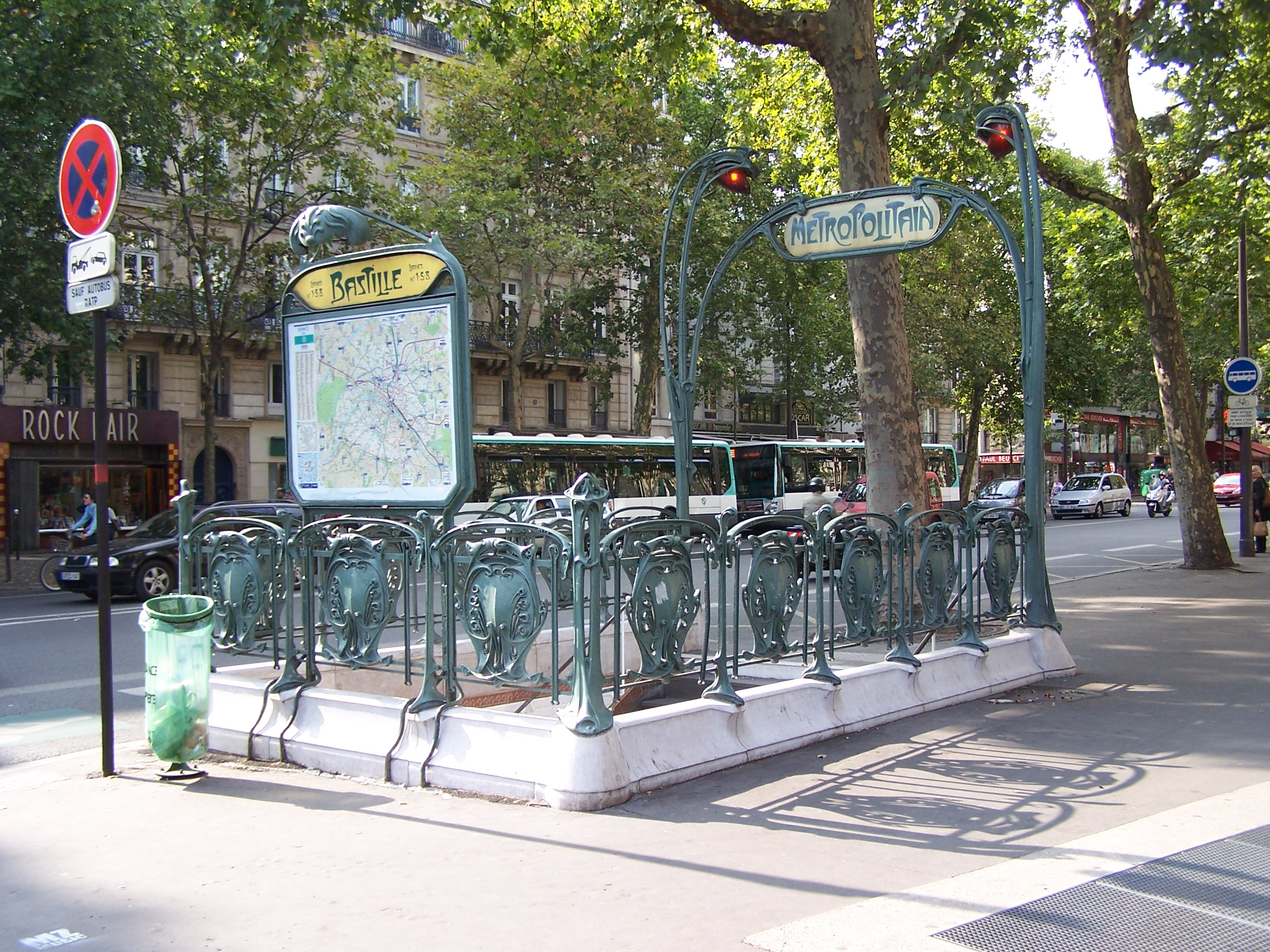
Eingang zur Metro Bastille
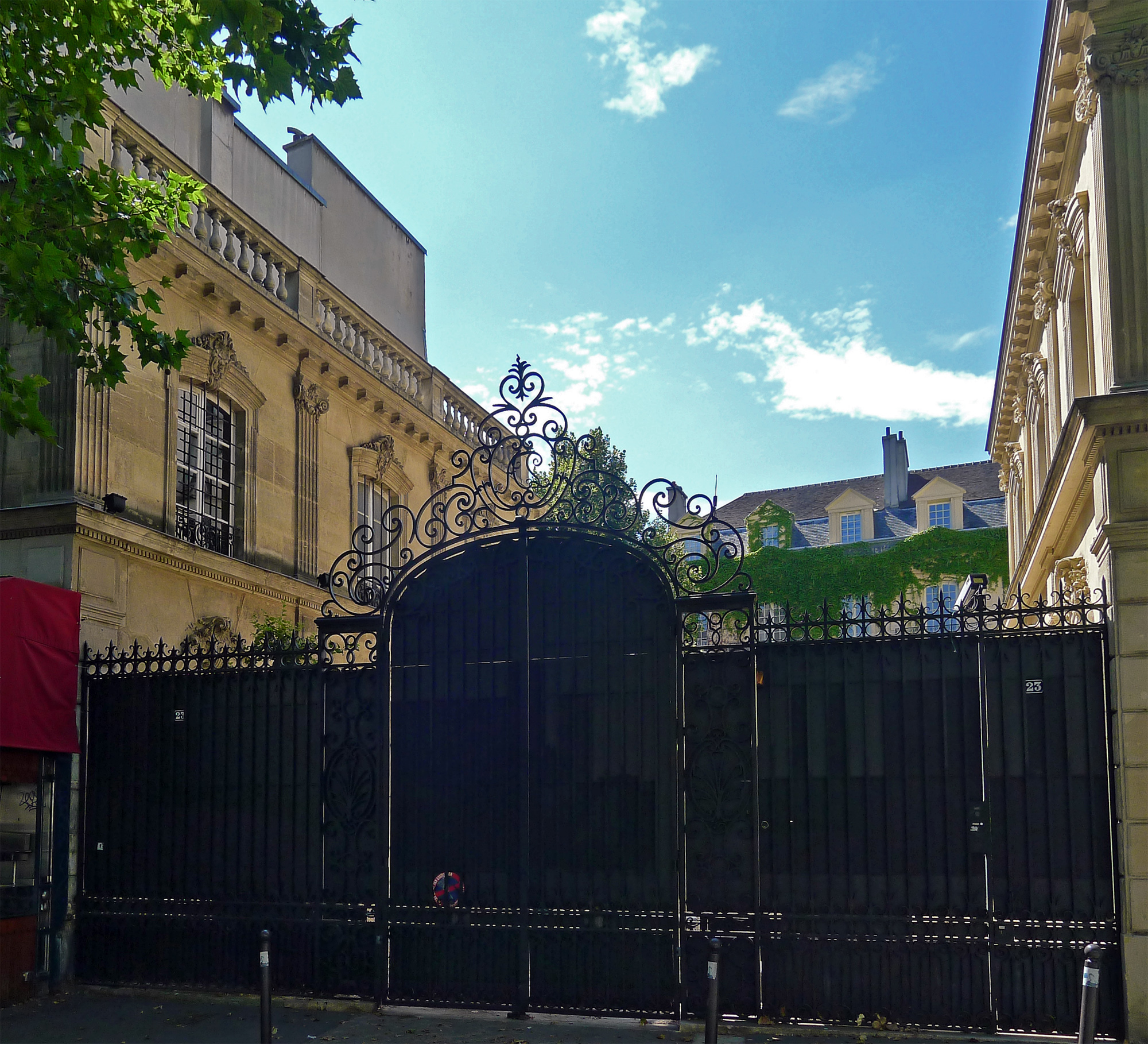
Nr. 23, Hôtel de Sagonne.
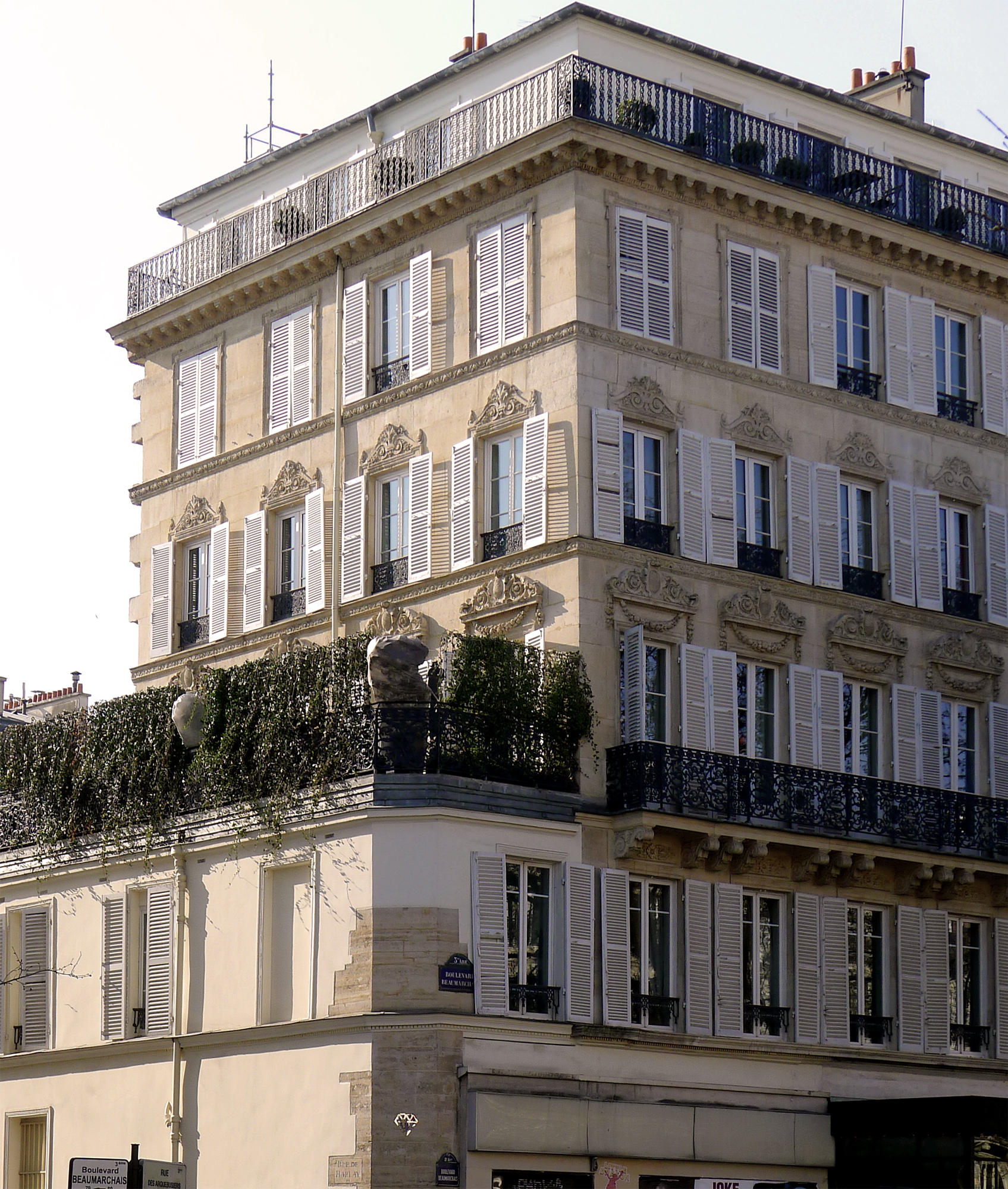
Nr. 91, Hängegarten
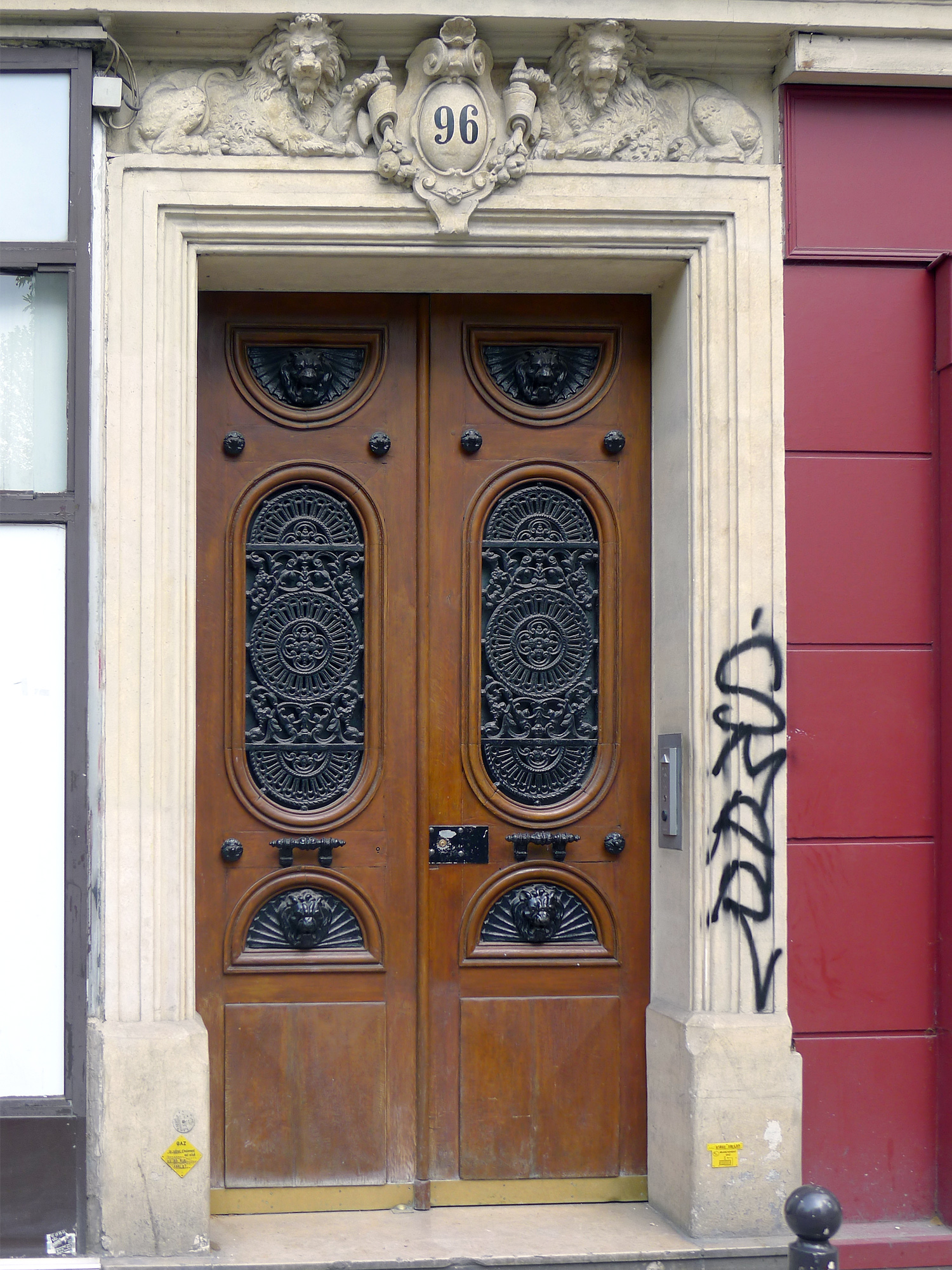
Nr. 96, umrahmt von Löwen
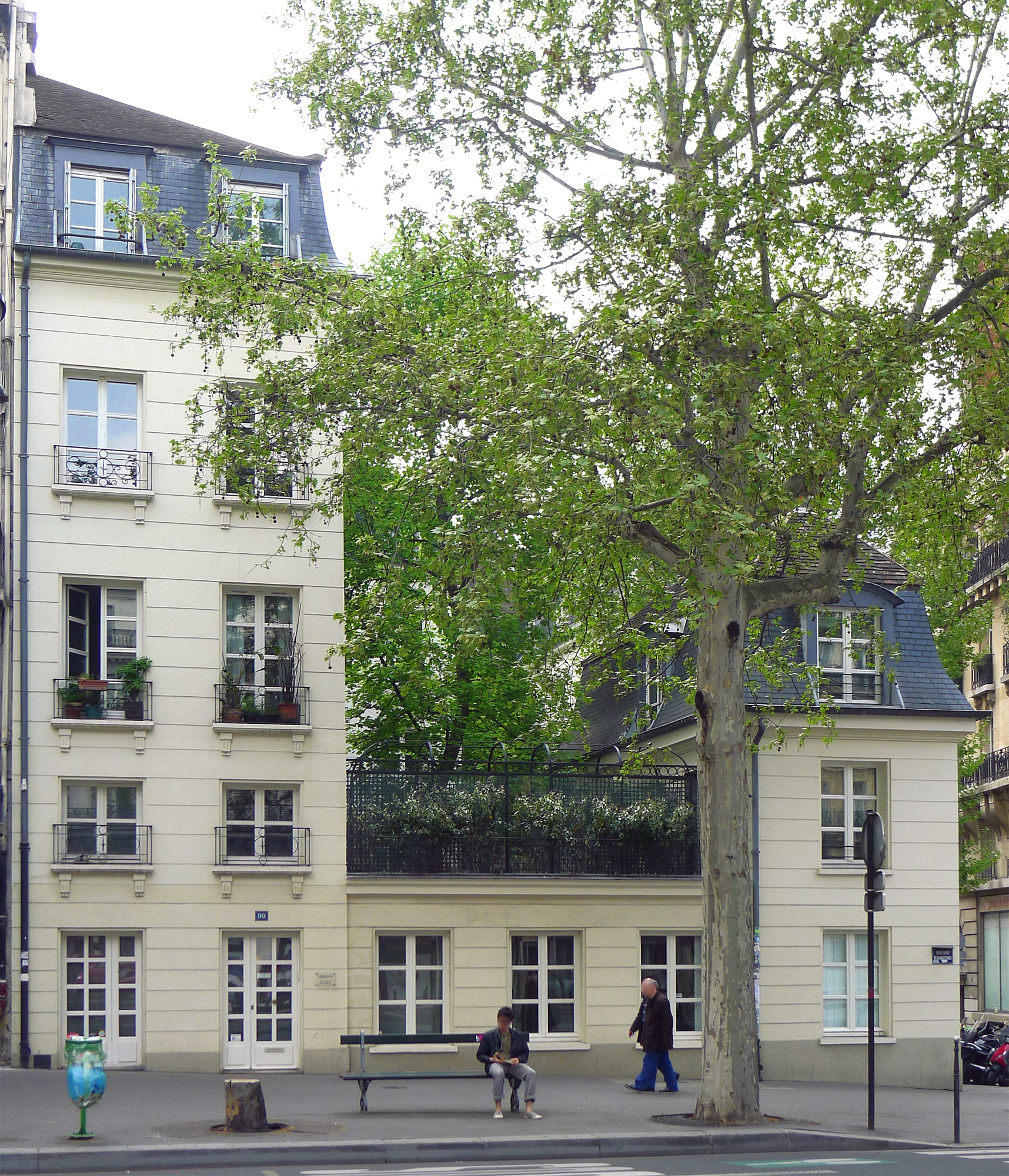
Nr. 99, das Haus des Cagliostro
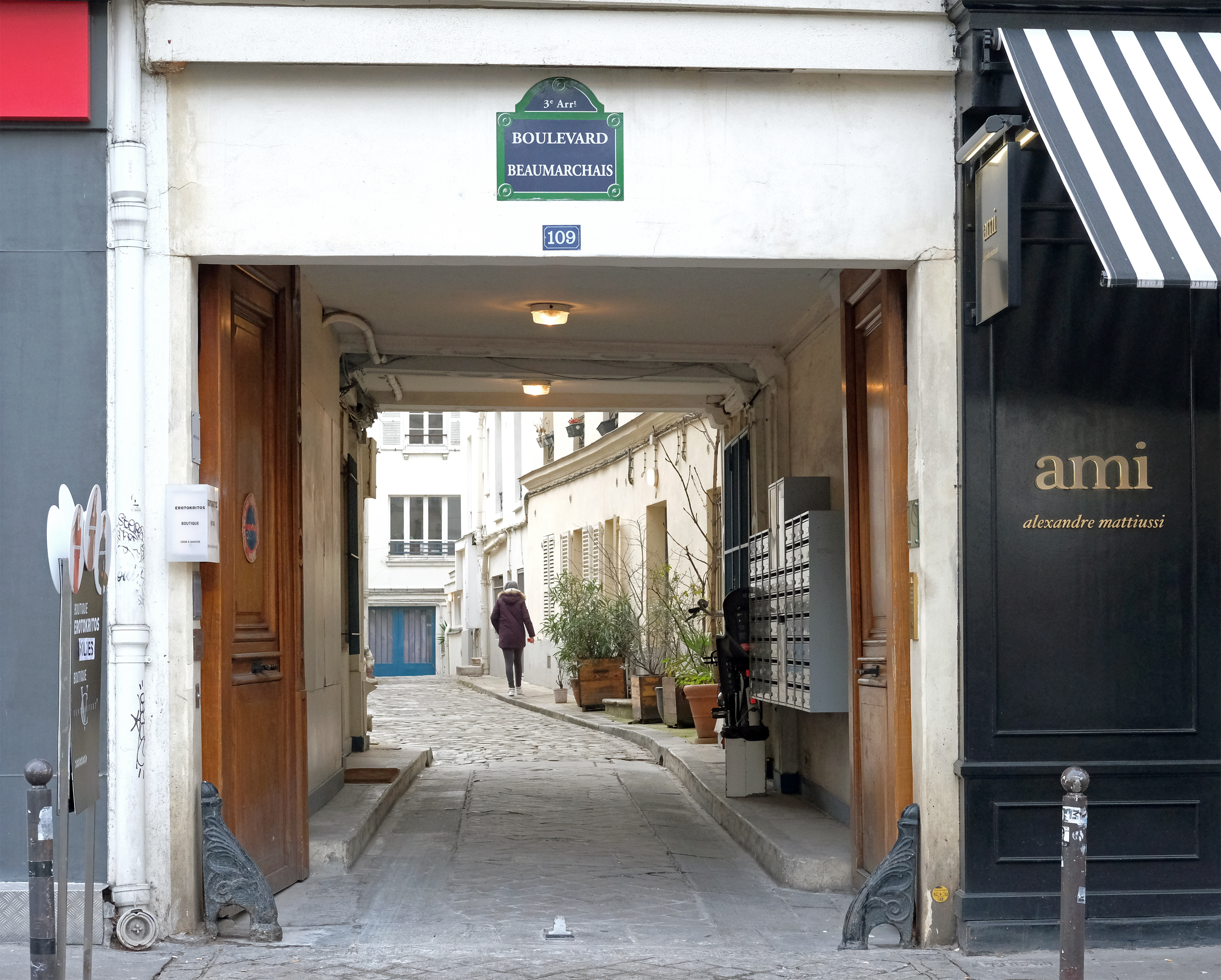
Hausein- und durchgang
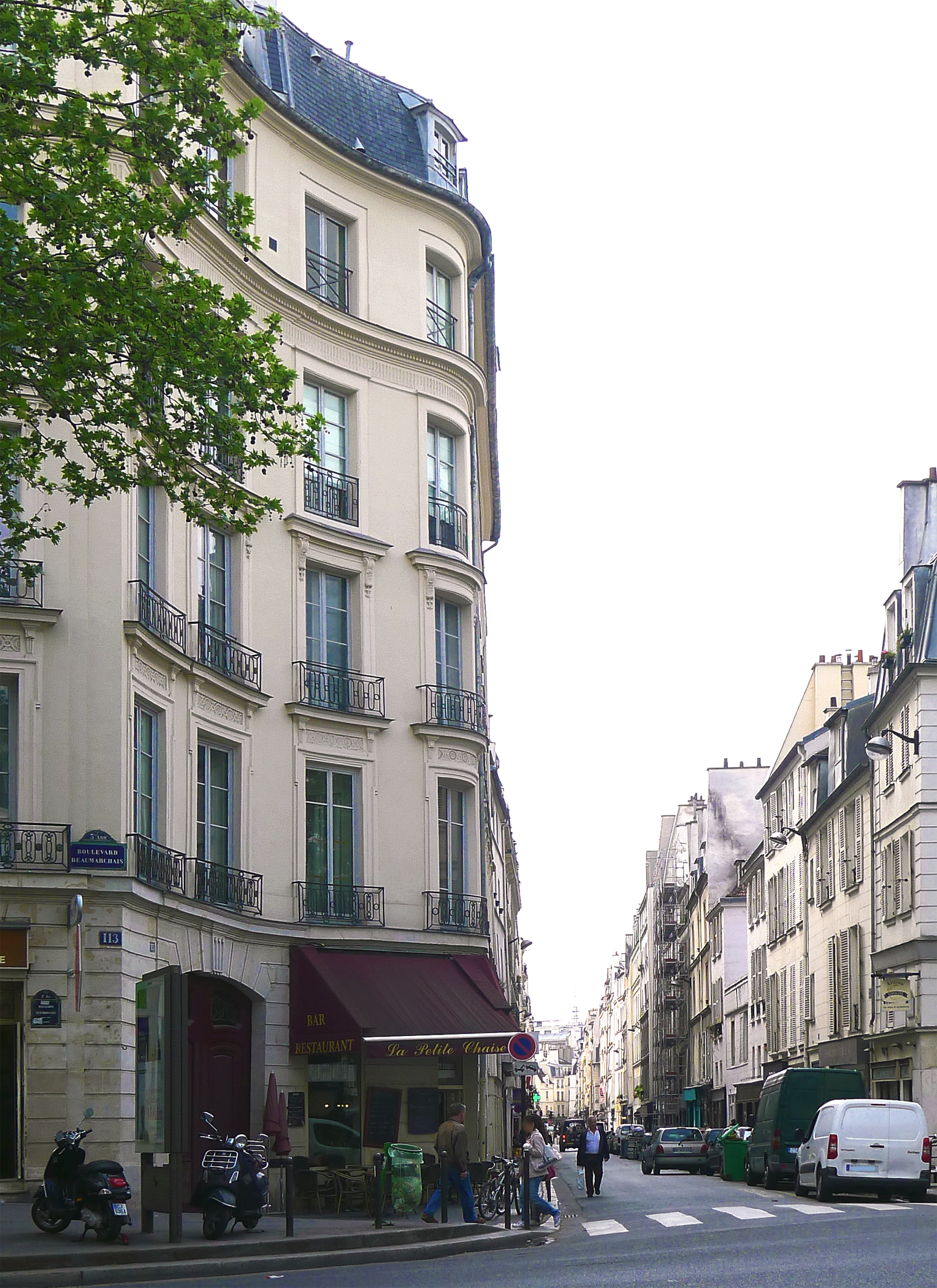
Nr. 113, ein Baudenkmal

## Lage und Bedeutung
Der sehr belebte und verkehrsreiche Boulevard Beaumarchais ist Teil der Grands Boulevards (von Ost nach West: Boulevard de la Madeleine, des Capucines, des Italiens, Montmartre, Poissonnière, Bonne-Nouvelle, Saint-Denis, Saint-Martin, du Temple, des Filles-du-Calvaire und Beaumarchais). Die Hausnummern 1–31 befinden sich im 4., 31 bis zum Ende im 3. und die geraden Nummern im 11. Arrondissement. Die Place des Vosges liegt in der Nähe, nur durch die parallel verlaufende Rue des Tournelles getrennt.
Der Boulevard ist über die Metrostationen Bastille, Chemin Vert oder Saint-Sébastien – Froissart zu erreichen.

## Sonstiges
- Die Affäre vom Boulevard Beaumarchais